# Parc scientifique de Luleå
Le parc scientifique de Luleå, anciennement parc scientifique Aurorum, est un parc scientifique à Luleå en Suède.

## Description
Ouvert dans les années 1980, le parc est situé dans le quartier de Porsön à proximité de l'Université de technologie de Luleå.
En 2025, le parc compte près de 100 entreprises avec environ 3 000 employés au total.

## Histoire
En mars 2013, un parc scientifique Aurorum a été renommé parc scientifique de Luleå. 
Le changement de nom visait en partie à renforcer l'association avec la marque Luleå et en partie à renforcer davantage le nom Luleå en tant que marque.
Jusqu'en août 2007, Aurorum appartenait à la municipalité de Luleå par l'intermédiaire de la société Aurorum Teknikbyn AB. Diös Fastigheter AB (sv) a repris l'entreprise et les propriétés dans le cadre d'une vente évaluée à environ 200 millions SEK

## Accès
Les lignes de bus 4 et 5 de Luleå Lokaltrafik desservent le parc.